# Koshantschikovius astacus
Koshantschikovius astacus är en skalbaggsart som beskrevs av Antoine Boucomont 1932. Koshantschikovius astacus ingår i släktet Koshantschikovius och familjen Aphodiidae. Inga underarter finns listade i Catalogue of Life.